# ABC (wojskowość)

Symbole broni masowego rażenia

ABC – skrót oznaczający broń masowego rażenia: atomową (A), biologiczną (B) i chemiczną (C), a także służby i pododdziały organizmu. W nazewnictwie brytyjskim NBC (Nuclear, Biological, Chemical) – broń nuklearna, biologiczna, chemiczna; amerykańskim CBRN (chemical, biological, radiological, and nuclear) – broń chemiczna, biologiczna, radiologiczna i nuklearna.